# SC Rot-Weiß Oberhausen-Rhld. 1904 1963-1964
Questa voce raccoglie le informazioni riguardanti il SC Rot-Weiß Oberhausen-Rhld. 1904 nelle competizioni ufficiali della stagione 1963-1964.

## Stagione
Nella stagione 1963-1964 il Rot Weiss Oberhausen, allenato da Nándor Lengyel, concluse il campionato di Regionalliga ovest al 7º posto.

## Rosa
| N. |                     | Ruolo | Calciatore         |
| -- | ------------------- | ----- | ------------------ |
|    | Germania (bandiera) | P     | Helmut Traska      |
|    | Germania (bandiera) | D     | Hans Barwenzik     |
|    | Germania (bandiera) | D     | Friedhelm Kobluhn  |
|    | Germania (bandiera) | D     | Horst Poganatz     |
|    | Germania (bandiera) | D     | Peter Schulz       |
|    | Germania (bandiera) | C     | Karlheinz Feldkamp |
|    | Germania (bandiera) | C     | Jochen Füten       |
|    | Germania (bandiera) | C     | Albert Groesdonk   |
|    | Germania (bandiera) | C     | Otto Keller        |
|    | Germania (bandiera) | C     | Lothar Kobluhn     |

| N. |                     | Ruolo | Calciatore          |
| -- | ------------------- | ----- | ------------------- |
|    | Germania (bandiera) | C     | Helmut Laszig       |
|    | Germania (bandiera) | C     | Fredi Lauten        |
|    | Germania (bandiera) | C     | Ata Lüger           |
|    | Germania (bandiera) | C     | Hans Siemensmeyer   |
|    | Germania (bandiera) | A     | Günther Dait        |
|    | Germania (bandiera) | A     | Franz Fliege        |
|    | Germania (bandiera) | A     | Rolf Lendzian       |
|    | Germania (bandiera) | A     | Karl-Otto Marquardt |
|    | Germania (bandiera) | A     | Uwe Scheurer        |

## Organigramma societario
Area tecnica
- Allenatore: Nándor Lengyel
- Allenatore in seconda:
- Preparatore dei portieri:
- Preparatori atletici:
- Analisi video:

## Calciomercato

### Sessione estiva
| Acquisti | Acquisti       | Acquisti                     | Acquisti |
| R.       | Nome           | da                           | Modalità |
| -------- | -------------- | ---------------------------- | -------- |
| C        | Otto Keller    | Bochum                       |          |
| C        | Lothar Kobluhn | Template:Calcio BV Osterfeld |          |

| Cessioni | Cessioni      | Cessioni       | Cessioni |
| R.       | Nome          | a              | Modalità |
| -------- | ------------- | -------------- | -------- |
| A        | Heinz van Üüm | Duisburger SpV |          |
| C        | Willi Wrenger | Kaiserslautern |          |

## Risultati

### Regionalliga

#### Girone di andata
| 4 agosto 1963 1ª giornata | RW Oberhausen | 2 – 1 | Borussia M'gladbach |  |

| 11 agosto 1963 2ª giornata | Fortuna Düsseldorf | 8 – 5 | RW Oberhausen |  |

| 18 agosto 1963 3ª giornata | RW Oberhausen | 3 – 1 | Viktoria Colonia |  |

| 25 agosto 1963 4ª giornata | Hamborn 07 | 3 – 1 | RW Oberhausen |  |

| 1º settembre 1963 5ª giornata | RW Oberhausen | 3 – 1 | Lüner |  |

| 8 settembre 1963 6ª giornata | Herten | 1 – 2 | RW Oberhausen |  |

| 15 settembre 1963 7ª giornata | RW Oberhausen | 3 – 2 | TuS Duisburg 1848/99 |  |

| 22 settembre 1963 8ª giornata | Rot-Weiss Essen | 2 – 5 | RW Oberhausen |  |

| 29 settembre 1963 9ª giornata | RW Oberhausen | 2 – 2 | Duisburger SpV |  |

| 6 ottobre 1963 10ª giornata | Westfalia Herne | 4 – 2 | RW Oberhausen |  |

| Arbitro: | Dettmann |

|                                                        |           |          |
| Siemensmeyer 10’ Feldkamp 27’ Barwenzik 65’ Schulz 85’ | Marcatori | 43’ Kühn |

| Arbitro: | Pannhorst |

|            |           |              |
| Wehrle 59’ | Marcatori | 68’ Feldkamp |

| Arbitro: | Niemeyer |

|                                       |           |                          |
| Keller 3’ Schulz 30’ Siemensmeyer 57’ | Marcatori | 20’ Kirchner 60’ Flieger |

| Arbitro: | Pescher |

|            |           |  |
| Tönges 72’ | Marcatori |  |

| Arbitro: | Versien |

|                                        |           |  |
| Keller 47’ Fliege 63’ Siemensmeyer 74’ | Marcatori |  |

| Bottrop 17 novembre 1963 16ª giornata | Bottrop      | 0 – 0 referto | RW Oberhausen | Jahnstadion (8 000 spett.)\| Arbitro: \| Scharwächter \| |
| Arbitro:                              | Scharwächter |               |               |                                                          |

| Arbitro: | Siepe |

|  |           |                         |
|  | Marcatori | 42’ Fliege 46’ Poganatz |

| Arbitro: | Händelkes |

|                         |           |  |
| Lendzian 24’ Keller 85’ | Marcatori |  |

| Arbitro: | Werthmann |

|                           |           |            |
| Nolden 42’ Martinelli 88’ | Marcatori | 19’ Fliege |

#### Girone di ritorno
| Arbitro: | Hilker |

|                   |           |           |
| Feldkamp 70’, 71’ | Marcatori | 64’ Meyer |

| Arbitro: | Baumgärtel |

|                            |           |              |
| Milder 16’ Laumen 69’, 89’ | Marcatori | 34’ Lendzian |

| Oberhausen 12 gennaio 1964 22ª giornata | RW Oberhausen | 0 – 0 referto | Hamborn 07 | Niederrheinstadion (5 000 spett.)\| Arbitro: \| Schleißner \| |
| Arbitro:                                | Schleißner    |               |            |                                                               |

| Arbitro: | Niemeyer |

|                       |           |  |
| Grünewald 55’ Höh 56’ | Marcatori |  |

| Arbitro: | Eschweiler |

|              |           |                                      |
| Lendzian 36’ | Marcatori | 44’ Assauer 81’ Küchmeister 83’ Hahn |

| Arbitro: | Oelmann |

|                                              |           |                             |
| Ullenboom 5’ Bannasch 21’, 77’ Steltmann 81’ | Marcatori | 15’ Fliege 31’ Siemensmeyer |

| Oberhausen 16 febbraio 1964 26ª giornata | RW Oberhausen | 0 – 0 referto | Rot-Weiss Essen | Niederrheinstadion (8 000 spett.) |

| Arbitro: | Beinke |

|            |           |                                 |
| Schult 24’ | Marcatori | 40’ Füten 44’, 78’ Siemensmeyer |

| Arbitro: | Pescher |

|          |           |           |
| Poll 63’ | Marcatori | 5’ Fliege |

| Arbitro: | Brodüffel |

|                       |           |                                    |
| Füten 26’ Kobluhn 55’ | Marcatori | 47’ Cieslarczyk 82’ (aut.) Kobluhn |

| Oberhausen 15 marzo 1964 30ª giornata                           | RW Oberhausen | 2 – 2 referto | Bayer Leverkusen | Niederrheinstadion (1 500 spett.) |
| \| \| \| \| \| Fliege 22’, 47’ \| Marcatori \| 8’, 66’ Görts \| |               |               |                  |                                   |
|                                                                 |               |               |                  |                                   |
| Fliege 22’, 47’                                                 | Marcatori     | 8’, 66’ Görts |                  |                                   |

| Arbitro: | Niemeyer |

|         |           |                       |
| Kühn 9’ | Marcatori | 66’ Füten 79’ Kobluhn |

| Arbitro: | Epping |

|            |           |             |
| Fliege 35’ | Marcatori | 33’ Arnrich |

| Arbitro: | Versien |

|                |           |  |
| Roggensack 61’ | Marcatori |  |

| Arbitro: | Oelmann |

|           |           |  |
| Ridder 4’ | Marcatori |  |

| Arbitro: | Nawrocki |

|                                 |           |  |
| Laszig 7’ Siemensmeyer 48’, 80’ | Marcatori |  |

| Arbitro: | Hillebrand |

|                       |           |  |
| Siemensmeyer 48’, 75’ | Marcatori |  |

| Arbitro: | Dreuw |

|                        |           |                          |
| Kobluhn 76’ Laszig 82’ | Marcatori | 47’ Barciaga 67’ Schmidt |

| Arbitro: | Dettmann |

|                  |           |  |
| Korczikowski 54’ | Marcatori |  |

## Statistiche

### Statistiche di squadra
| Competizione       | Punti | In casa | In casa | In casa | In casa | In casa | In casa | In trasferta | In trasferta | In trasferta | In trasferta | In trasferta | In trasferta | Totale | Totale | Totale | Totale | Totale | Totale | DR  |
| Competizione       | Punti | G       | V       | N       | P       | Gf      | Gs      | G            | V            | N            | P            | Gf           | Gs           | G      | V      | N      | P      | Gf     | Gs     | DR  |
| ------------------ | ----- | ------- | ------- | ------- | ------- | ------- | ------- | ------------ | ------------ | ------------ | ------------ | ------------ | ------------ | ------ | ------ | ------ | ------ | ------ | ------ | --- |
| Regionalliga ovest | 42    | 19      | 11      | 7       | 1       | 40      | 21      | 19           | 5            | 3            | 11           | 28           | 37           | 38     | 16     | 10     | 12     | 68     | 58     | +10 |
| Totale             | 42    | 19      | 11      | 7       | 1       | 40      | 21      | 19           | 5            | 3            | 11           | 28           | 37           | 38     | 16     | 10     | 12     | 68     | 58     | +10 |

### Andamento in campionato
| Giornata  | 1 | 2  | 3  | 4  | 5 | 6 | 7 | 8 | 9 | 10 | 11 | 12 | 13 | 14 | 15 | 16 | 17 | 18 | 19 | 20 | 21 | 22 | 23 | 24 | 25 | 26 | 27 | 28 | 29 | 30 | 31 | 32 | 33 | 34 | 35 | 36 | 37 | 38 |
| --------- | - | -- | -- | -- | - | - | - | - | - | -- | -- | -- | -- | -- | -- | -- | -- | -- | -- | -- | -- | -- | -- | -- | -- | -- | -- | -- | -- | -- | -- | -- | -- | -- | -- | -- | -- | -- |
| Luogo     | C | T  | C  | T  | C | T | C | T | C | T  | C  | T  | C  | T  | C  | T  | T  | C  | T  | C  | T  | C  | T  | C  | T  | C  | T  | T  | C  | C  | T  | C  | T  | T  | C  | C  | C  | T  |
| Risultato | V | P  | V  | P  | V | V | V | V | N | P  | V  | N  | V  | P  | V  | N  | V  | V  | P  | V  | P  | N  | P  | P  | P  | N  | V  | N  | N  | N  | V  | N  | P  | P  | V  | V  | N  | P  |
| Posizione | 3 | 13 | 10 | 12 | 6 | 6 | 5 | 5 | 5 | 5  | 5  | 5  | 4  | 5  | 3  | 4  | 4  | 3  | 3  | 3  | 5  | 5  | 6  | 6  | 8  | 8  | 7  | 8  | 8  | 8  | 8  | 8  | 8  | 8  | 8  | 6  | 7  | 7  |

Legenda:

Luogo: C = Casa; T = Trasferta. Risultato: V = Vittoria; N = Pareggio; P = Sconfitta.

### Statistiche dei giocatori
| H. Barwenzik    | 3  | 1  | 0 | 0 |
| G. Dait         | 5  | 0  | 0 | 0 |
| K. Feldkamp     | 26 | 4  | 0 | 0 |
| F. Fliege       | 25 | 8  | 0 | 0 |
| J. Füten        | 13 | 3  | 0 | 0 |
| A. Groesdonk    | 5  | 0  | 0 | 0 |
| O. Keller       | 14 | 3  | 0 | 0 |
| F. Kobluhn      | 26 | 1  | 0 | 0 |
| L. Kobluhn      | 25 | 2  | 0 | 0 |
| H. Laszig       | 24 | 2  | 0 | 0 |
| F. Lauten       | 15 | 0  | 0 | 0 |
| R. Lendzian     | 18 | 3  | 0 | 0 |
| A. Lüger        | 10 | 0  | 0 | 0 |
| K. Marquardt    | 0  | 0  | 0 | 0 |
| H. Poganatz     | 19 | 1  | 0 | 0 |
| U. Scheurer     | 8  | 0  | 0 | 0 |
| P. Schulz       | 17 | 2  | 0 | 0 |
| H. Siemensmeyer | 27 | 10 | 0 | 0 |
| H. Traska       | 28 | 0  | 0 | 0 |